# Sascha Gerstner
Sascha Gerstner (ur. 2 kwietnia 1977 roku w Stuttgarcie) – niemiecki gitarzysta, członek power metalowego zespołu Helloween.

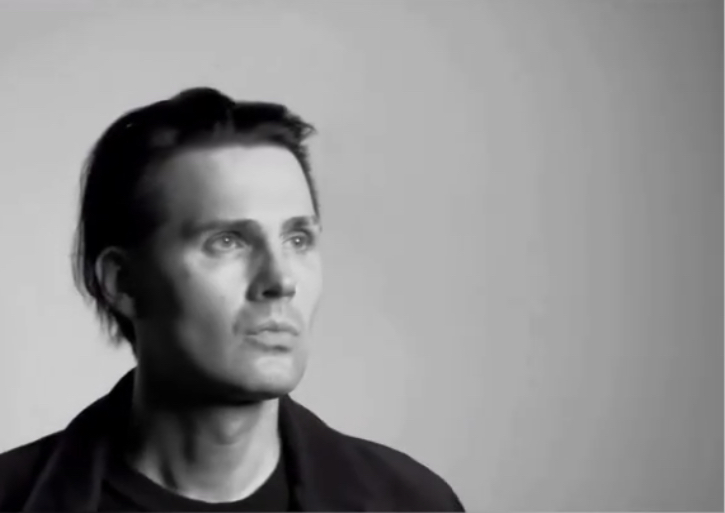
Sascha Gerstner (2022)

## Życiorys
Gerstner rozpoczął grę na gitarze w wieku 13 lat. W 1996 dołączył do zespołu grającego covery w południowych Niemczech, gdzie w 1998 roku dołączył do Chrisa Baya i Dana Zimmermanna, którzy grali w Freedom Call. Gerstner pozostał w tym zespole do 2001 roku, nagrywając z zespołem kilka albumów i trzykrotnie biorąc udział w trasie koncertowej po Europie.
Gdy opuścił Freedom Call zajął się produkcją dla innych młodych artystów i dla kilku z nich pisał piosenki. W 2002 Charlie Bauerfeind przedstawił Saschę Michaelowi Weikathowi z Helloween. Wkrótce stał się on członkiem tego zespołu zastępując w nim Rolanda Grapowa, który został wydalony z Helloween. Oprócz gry na gitarze Gerstner zajmuje się także własnym studiem G-Tracks.

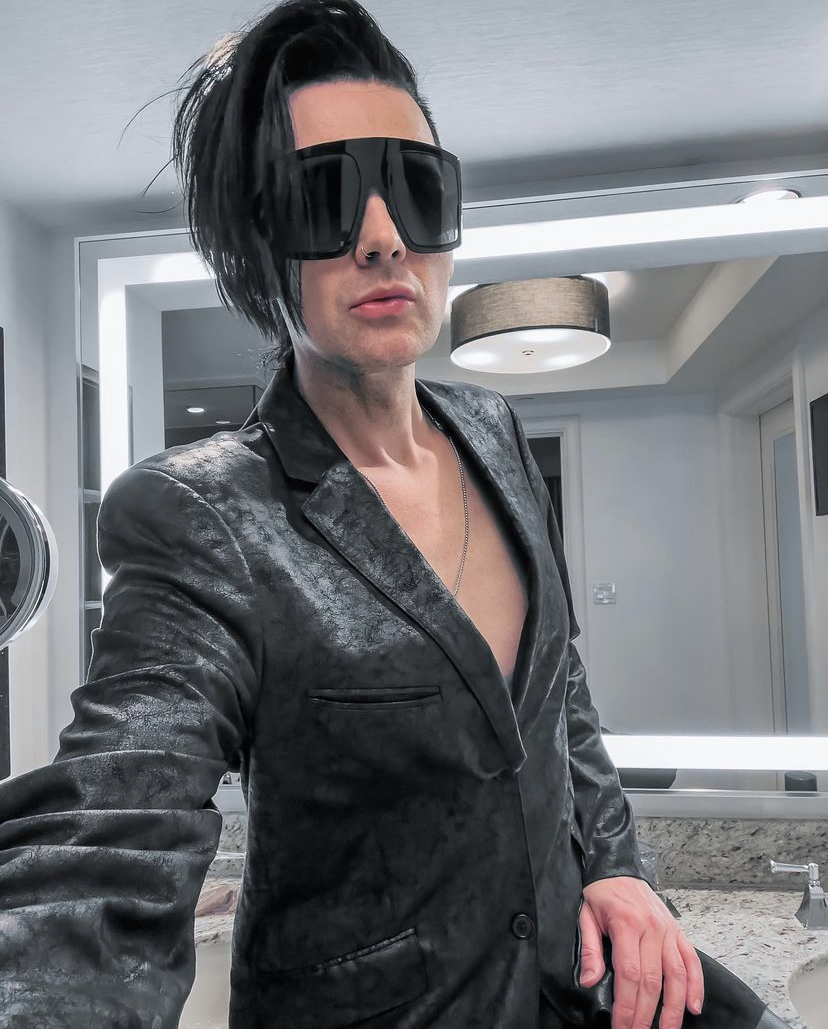
Sascha Gerstner (Las Vegas - 2023)

## Instrumentarium
- Dean Cadilac Black/chrome guitars[1]
- Dean Warbird US (Dimebag)[1]
- Dean USA Time Capsule Caddy Double Neck[1]
- Marshall head and cabinets[1]
- Orange Head[1]
- Engl head and cabinet[1]
- T-Rex 12V Fuel Tank pedal power supply[1]
- Sennheiser EK 300 / SK 300wireless receivers[1]
- Snarling Dogs Wah Wah Whine-O pedal[1]
- Boss Super Shifter PS-5[1]
- ISP Noise Gate Decimator[1]
- Ibanez Tube Screamer TS9[1]
- Samson Wireless system: UHF Series ONE[1]
- Vox Tonelab LE[1]
- Boss TU-2 tuner[1]

## Dyskografia
Freedom Call
- Stairway To Fairyland (1999)
- Taragon (1999)
- Crystal Empire (2001)

Helloween
- Rabbit Don't Come Easy (2003)

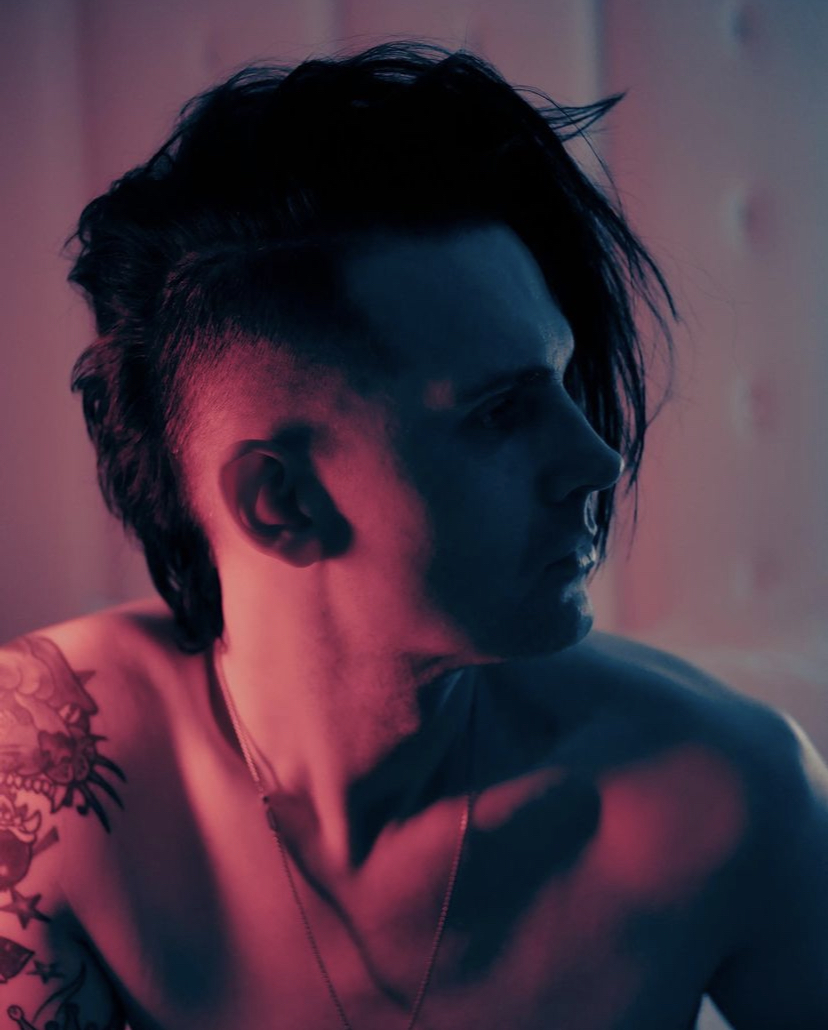
Sascha Gerstner (2023)

- Keeper of the Seven Keys - The Legacy (2005)
- Live In Sao Paulo (2007) - album koncertowy
- Gambling with the Devil (2007)
- Unarmed – Best of 25th Anniversary (2009)
- 7 Sinners (2010)
- Straight Out Of Hell (2013)